# 마리우스 마린
마리우스 미하이 마린(루마니아어: Marius Mihai Marin, 1998년 8월 30일 ~ )는 피사에서 미드필더으로 활동하고 있는 루마니아의 축구 선수이다.